# Darrell Foss
Pour les articles homonymes, voir Foss.
Darrell Foss est un acteur américain, né à Oconomowoc (Wisconsin), le 28 mars 1892 et mort à Los Angeles (Californie), le 15 septembre 1962. 

## Filmographie partielle
- 1917 : An Even Break de Lambert Hillyer : Ralph Harding
- 1917 : The Regenerates d'E. Mason Hopper : Pell Van Duyn
- 1917 : Polly Ann de Charles Miller : Hubert de Courcey
- 1918 : Her Decision de Jack Conway : Bobbie Warner
- 1918 : A Soul in Trust de Gilbert P. Hamilton : Dabney Carter Sr.
- 1918 : Closin' In de James McLaughlin : Burt Carlton
- 1918 : Her American Husband de E. Mason Hopper : Herbert Franklyn
- 1919 : La Fin d'un roman (The Brat) de Herbert Blaché : Stephen Forrester
- 1919 : La Lanterne rouge (The Red Lantern) d'Albert Capellani : Andrew Handel
- 1919 : The Parisian Tigress de Herbert Blaché
- 1920 : Held in Trust de John Ince : Stanford Gorgas
- 1920 : Vive la liberté (The Walk-Offs) de Herbert Blaché : Schuyler Rutherford
- 1921 : Le Bonheur pour un dollar (From the Ground Up) de E. Mason Hopper : Carswell Jr
- 1921 : Un héros malgré lui (An Unwilling Hero) de Clarence G. Badger  : Richmond
- 1922 : La femme qu'il épousa (The Woman He Married) de Fred Niblo : Roderick Warren
- 1922 : La Conquête d'un mari (A Homespun Vamp) de Frank O'Connor : Stephen Ware